# Allemands de Roumanie

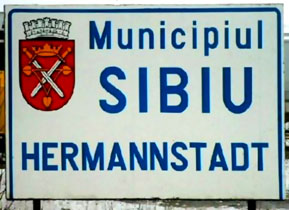
Panneau indicateur bilingue à l'entrée de Sibiu.

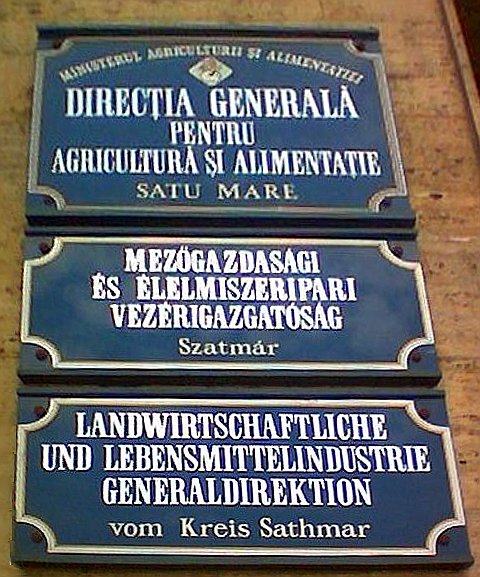
Inscription trilingue à Satu Mare.

Les Allemands de Roumanie (en allemand : Rumäniendeutsche) sont une de plus importantes minorités historiques, ethniques et linguistiques de Roumanie. Ils étaient 36 042 au recensement de 2011 et sont aujourd'hui assez uniformément répartis sur le territoire roumain, mais ont été bien plus nombreux au cours de l'histoire et concentrés dans certaines régions de Transylvanie. Klaus Iohannis, président roumain élu en 2014 et réélu en 2019, est notamment issu de cette communauté. En 2022, il y avait 22 900 Allemands enregistrés par le nouveau recensement roumain.

Régions d'implantation des minorités germanophones en Transylvanie jusqu'en 1945.

Disposant de leur propre réseau scolaire confessionnel, les minorités germanophones de Roumanie, en Transylvanie et Bessarabie, avaient le meilleur taux d'alphabétisation de Roumanie en 1930 (vert).

## Groupes
Les Allemands sont arrivés sur l'actuel territoire de la Roumanie en plusieurs vagues, du XIIe siècle jusqu'au XIXe siècle. Par conséquent, ils ne forment pas une communauté homogène, mais plusieurs groupes diversifiés, aux deux-tiers catholiques et au tiers protestants depuis l'édit de tolérance transylvain de 1565 :
- les Saxons de Transylvanie, arrivés au XIIe siècle, forment le groupe le plus connu, souvent identifié à tort à l'ensemble des Allemands de Roumanie ;
- les Souabes de Satu Mare et ceux du Banat sont issus des Souabes du Danube arrivés à la fin du XVIIIe siècle ;
- les Landlers de Transylvanie installés aux environs de Sibiu au cours de la première moitié du XVIIIe siècle ;
- les Zipsiens du Maramureș, arrivés de la région du Zips ou Spiš (dans l'actuelle Slovaquie) au XVIIIe siècle et au XIXe siècle ;
- les Allemands de Bucovine, très nombreux jadis à Gura Humorului (où, en 1930, ils formaient la majorité de la population), à Suceava, Cernăuți, Rădăuți, Vatra Dornei ou Câmpulung Moldovenesc ;
- les Allemands de Bessarabie dans le Bugeac ;
- les Allemands du Vieux Royaume, dont
  - les Allemands de Dobrogée, arrivés entre 1840 et 1891.

## Historique
Tous les Allemands de Roumanie ont été, dans l'histoire, de libres-artisans, maçons, mineurs, cultivateurs ou marchands, bénéficiant de franchises, patentes et privilèges ; il n'y a pas eu de servage parmi eux. Le groupe le plus ancien est celui des Saxons de Transylvanie, qui géographiquement a débordé sur les principautés danubiennes voisines de Moldavie et Valachie. Les « Saxons » (qui comprenaient en fait aussi des germanophones venus de Thuringe, de Franconie, de la vallée du Rhin, d'Alsace) sont venus dès le XIIIe siècle en tant que bûcherons, maçons, orpailleurs et mineurs au service des rois de Hongrie et de leurs vassaux les voïvodes transylvains, moldaves et valaques. Lors de la Réforme, les deux tiers des Saxons ont adopté le luthéranisme (alors que leurs voisins Sicules magyarophones adoptaient, pour moitié d'entre eux, le calvinisme).
Tous les autres groupes d'Allemands sont plus récents et, à l'exception des Landlers, sont catholiques : ils ont été colonisés ici au XVIIIe siècle et au XIXe siècle par les Habsbourg dans le cadre de l'empire d'Autriche. Les Allemands bessarabiens et dobrogéens, pour leur part, sont arrivés entre 1820 et 1891, initialement installés par les Tzars russes au nord de la mer Noire. Les Allemands du Vieux Royaume, pour la plupart commerçants, tailleurs, coiffeurs, confiseurs ou ingénieurs, sont venus à diverses époques en Roumanie, avant qu'elle n'intègre la Bessarabie, la Bucovine et la Transylvanie.
Lors de l'unification de la Roumanie, tous ces groupes ont reçu la nationalité roumaine, ont pu sauvegarder leurs biens, presse et écoles, et envoyer des représentants au Parlement. Mais le pacte Hitler-Staline de 1939 se traduit en 1940 par l'occupation soviétique de la Bessarabie et de la Bucovine du Nord : les Allemands de ces régions ainsi que les Allemands de Dobrogée sont alors expulsés et rapatriés de force vers le Troisième Reich, pour y être recolonisés dans le Reichsgau Wartheland arraché à la Pologne, d'où ils seront à nouveau expulsés par l'Armée rouge en 1944-45 : la plupart n'y survivent pas.
Les Allemands de Roumanie ont eu des attitudes divergentes pendant la Seconde Guerre mondiale. Une minorité menée par Andreas Schmidt constitua une filiale locale du parti nazi, demanda et obtînt d'être considérés comme ressortissants du Reich et d'être enrôlés dans la Wehrmacht et non dans l'armée roumaine ; une autre minorité, surtout parmi les mineurs du Haut-Jiu et les bûcherons de Transylvanie et de Bucovine, de tradition socialiste, s'y refusa et rejoignit l'opposition au régime fasciste, mais la plupart se tînt dans une prudente expectative,. La fuite des premiers vers l'Allemagne commença à partir du 23 août 1944 lorsque la Roumanie déclara la guerre à l'Allemagne. Les décrets émis en septembre 1944 par le gouvernement allié de Constantin Sănătescu considéraient les ressortissants du Reich comme des ennemis, civils ou militaires, à interner ou traiter en prisonniers de guerre, leur cas devant être éclairci ultérieurement, mais l'Armée rouge exigea que tous les Allemands de Roumanie sous uniforme allemand lui soient livrés, ce qui fut fait : la plupart (dont Andreas Schmidt) finirent leurs jours au Goulag. Simultanément, les forces soviétiques commencèrent les expulsions de leurs familles, mais le gouvernement roumain protesta que ces expulsions handicapaient l'économie, sans pour autant s'y opposer. De toute manière, après le coup d'état communiste du 6 mars 1945, le nouveau gouvernement roumain approuva toutes les exigences soviétiques et 213 000 Allemands de Roumanie furent expulsés sous divers prétextes, le plus fréquent étant celui de « collusion avec le fascisme ».
Après la guerre, au début du régime communiste de Roumanie, il restait dans le pays 384 708 Allemands sur les 786 000 d'avant-guerre, disposant d'écoles, journaux et théâtres dans leur langue, contrôlés bien sûr par le Parti communiste roumain mais autorisés à tisser des liens culturels avec l'Allemagne de l'Est. Néanmoins, c'est vers l'Allemagne de l'Ouest que la plupart d'entre eux demandèrent à émigrer durant cette période, quitte à payer des taxes au gouvernement roumain au prorata des études effectuées. Le mouvement d'émigration connut un pic après la chute de la dictature communiste en 1989 de sorte qu'au recensement de 2002, il restait 60 000 Allemands sur les 179 000 d'avant 1990.

## Démographie

### Évolution de la population allemande de Roumanie
- 1930 : 745 421, soit 4,1 % de la population de la Roumanie[11], (23,7 % de la population du Banat[12], 8,9 % de la population de la Bucovine[13], 7,9 % de la population de la Transylvanie[12], 3 % de la population de la Bessarabie et 2,8 % de la population de la Dobroudja).
- 1948 : 343 913, soit 2,2 % de la population de la Roumanie;
- 1956 : 384 708, soit 2,2 % de la population;
- 1977 : 359 109 ;
- 1992 : 111 301 ;
- 2002 : 60 008;
- 2011 : 36 042[2].

### Émigration
Chiffres officiels des Allemands ayant émigré en Allemagne de l'Ouest pendant les dernières années du régime communiste :
- 12 809 en 1985,
- 11 034 en 1986,
- 11 639 en 1987,
- 10 738 en 1988,
- 14 598 en 1989.

On estime qu'à la fin de 1989, il y avait quelque 250 000 - 260 000 Allemands en Roumanie.
Ces départs n'allaient pas tous vers l'Allemagne mais aussi vers l'Autriche, les États-Unis, le Canada, l'Australie et la Nouvelle-Zélande.
Juste après la chute du régime communiste à la fin 1989, l'émigration a connu une forte croissance pour décroître par la suite : 
- 60 072 en 1990,
- 15 567 en 1991,
- 8 852 en 1992,
- 5 945 en 1993,
- 4 065 en 1994,
- 2 906 en 1995,
- 2 315 en 1996,
- 1 273 en 1997.

En 2002, il y avait 59 764 Allemands en Roumanie, soit 0,3 % de la population du pays.

## Personnalités

### Saxons de Transylvanie
- Samuel von Brukenthal (26 juillet 1721, Nocrich – 1803, Sibiu), juriste transylvanien et gouverneur de Transylvanie
- Johannes Honterus (1498, Brașov – 23 janvier 1549, Brașov), humaniste et théologien
- Klaus Iohannis (né en 1959), maire de Sibiu de 2000 à 2014 et président de la Roumanie depuis 2014
- Johannes Kelpius, (1673, Sighișoara – 1708, Germantown, Pennsylvanie)
- Hermann Oberth, (25 juin 1894, Sibiu – 28 décembre 1989, Nuremberg), physicien
- Jean Rounault, (14 mars 1910, Brașov - 1er août 1987, Le Mesnil-Saint-Denis), écrivain de langue française et frère de Walter Biemel (19 février 1918, près de Belgrade - 6 mars 2015, Topčider en Serbie), philosophe
- Mattis Teutsch (13 août 1884, Brașov – 17 mars 1960, Brașov), peintre
- Pauline Schullerus, (5 avril 1858, Cincu - 29 décembre 1929, Sibiu), ethnologue, botaniste.

### Allemands de Bucovine
- Elisabeth Axmann (19 juin 1926, Siret - 2015, Cologne), écrivaine, traductrice, critique et poétesse
- Stefan Hantel (né en 1968), DJ
- Alfred Eisenbeisser (7 avril 1908, Cernăuți - 1991, Berlin), joueur de football
- Gregor von Rezzori (13 mai 1914, Cernăuți - 1998), écrivain et acteur

### Souabes du Banat
- Otto Alscher (8 janvier 1880, Perlez - 29 décembre 1944, Târgu Jiu), écrivain
- Robert Dornhelm, (17 décembre 1947, Timișoara), réalisateur
- Nikolaus Lenau, (1802, Lenauheim – 1850, Vienne), écrivain
- Herta Müller, (17 août 1953, Nițchidorf), écrivaine et prix Nobel de littérature en 2009
- Johnny Weissmuller (2 juin 1904, Freidorf, Timișoara – 20 janvier 1984, Acapulco, Mexique), nageur olympique et acteur
- Helmuth Duckadam (1er avril 1959, Semlac – 2 décembre 2024, Bucarest), footballeur et vainqueur de la Ligue des champions en 1986